# Variante Sur Metropolitana de Bilbao
La Variante Sur Metropolitana de Bilbao (VSM), más conocida como Supersur, es una autopista de pago que actúa como circunvalación de Bilbao. Sus primeros tramos se abrieron en septiembre del año 2011 y se preveía que estuviese finalizada en el año 2015. Tiene un presupuesto total de 900 millones de euros, por lo que es la autovía o autopista más cara de España con un coste por kilómetro aproximado a los 25 millones de euros. 
Es la infraestructura pública con mayor inversión del País Vasco por detrás de la Y vasca, por lo que se decidió que la adjudicación sería a «precio cerrado» para que las instituciones no se hagan cargo de los posibles sobrecostes, aunque pese a ello se ha tenido que incrementar el presupuesto debido a «modificaciones y mejoras». Además, es la obra pública de Vizcaya con mayor número de trabajadores de la historia. Cuenta, además, con la caverna de carretera más grande de Europa.
Según se aprecia en las señales instaladas en la vía, la denominación de la misma es AP-8/E-70 dando continuidad a la Autopista del Cantábrico. Es especialmente útil para el tráfico que circula en dirección este-oeste por la cornisa cantábrica ya sea dirección Santander o dirección San Sebastián. Esta autopista evita atravesar el área metropolitana de Bilbao, aunque la Autovía del Cantábrico hace un trayecto prácticamente paralelo y gratuito, con la única diferencia de que es una vía con mucha más intensidad de tráfico. 
Tras cuatro meses finalizado a la espera de los permisos, su primer tramo se estrenó el 10 de septiembre de 2011. Este tuvo un coste final de 821 millones de euros en 17,8 km (49,49 millones por kilómetro).

## Historia y construcción

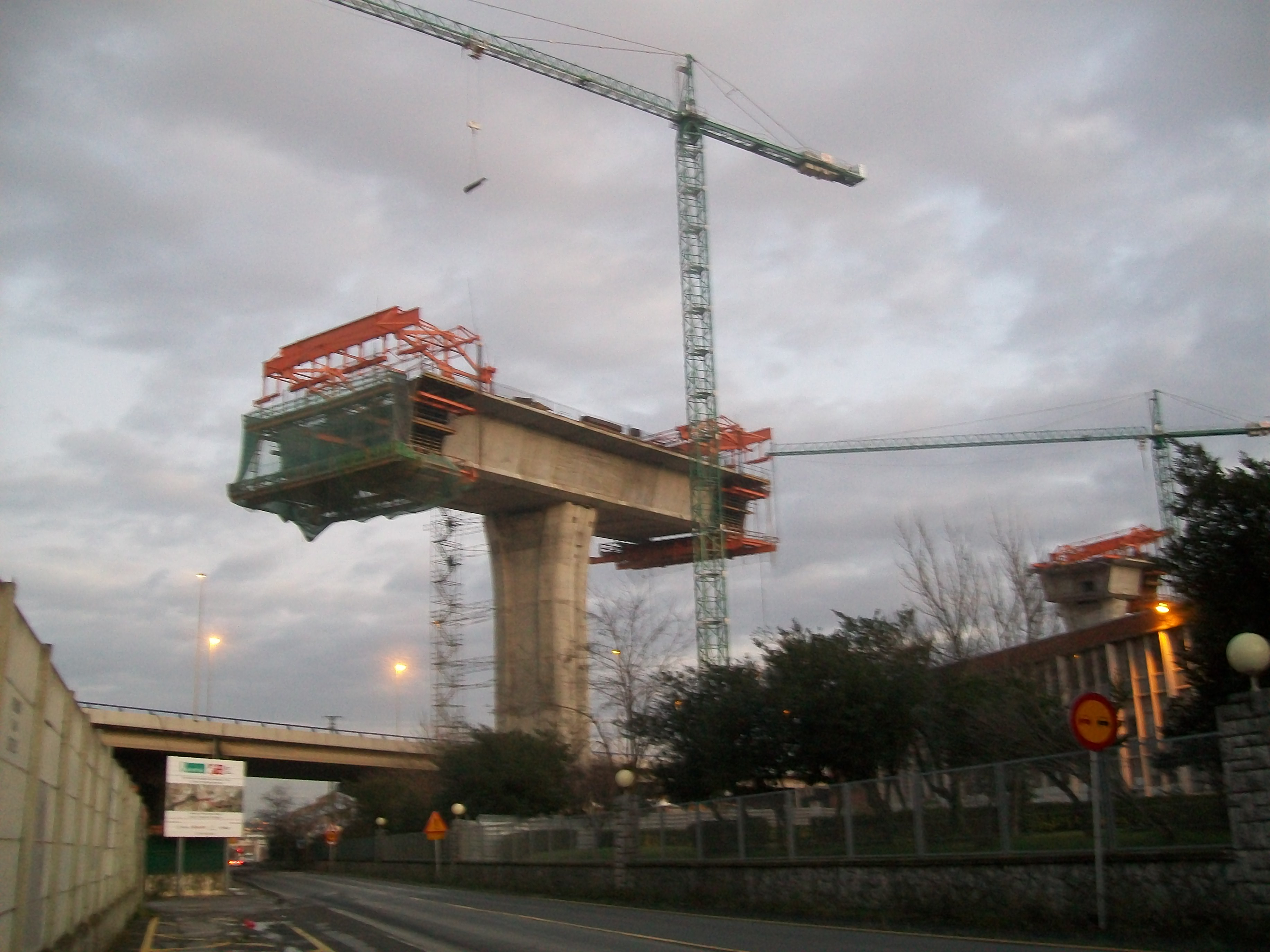
Obras del viaducto del Valle de Trápaga a finales del 2009.

A principios de los años 90 surgió la necesidad de construir alguna carretera alternativa a la autovía A-8 / E-70 (Autovía del Cantábrico) que descongestionase la entrada al Bilbao Metropolitano, concretamente en el tramo llamado "Solución Sur".

### Fases de la obra
El proyecto inicial se divide en 3 fases con sus correspondientes sub-fases:

#### Fase I: Santurce-Arrigorriaga[10]
- Fase Ia: Santurce-Larrasquitu (puesta en servicio: 10 de septiembre de 2011)
  - Santurce-Portugalete (enlace entre Ortuella y Portugalete)
  - Portugalete-Valle de Trápaga (enlace y viaducto en Valle de Trápaga)
  - Valle de Trápaga-Gorostiza (túneles de Argalario y Mesperuza y viaductos de Ugarte y La Era)
  - Gorostiza-Cadagua (viaducto de Gorostiza y túnel de Santa Águeda)
  - Enlace del Cadagua (viaducto y enlace del Cadagua)
  - Cadagua-Peñascal (túnel de Arraiz y viaducto del Peñascal)
  - Peñascal-Larrasquitu (túnel y enlace de Larrasquitu)
- Fase Ib: Peñascal-Venta Alta (puesta en servicio: 5 de abril de 2023)
  - Peñascal-Buia (túnel de Arnotegi, viaducto de Bolintxu y túnel de Seberetxe)
  - Buia-Venta Alta (enlace de Venta Alta y viaducto sobre la AP-68)

#### Fase II: Arrigorriaga-Amorebieta
- Fase IIa: Venta Alta - Amorebieta
  - Venta Alta-Arrigorriaga (túnel de Tximintxe y viaducto de Arrigorriaga)
  - Arrigorriaga-Galdácano (túnel de San Antón)
  - Galdácano-Bekea (túnel de Bekea)
  - Bekea-Amorebieta (enlace de Galdácano, túnel de Burtozamendi y enlace de Kortederra)
- Fase IIb: mejora de la autovía A-8 entre Abanto y Musques (barrio de La Arena).

#### Fase III (en estudio): Abanto (barrio Sanfuentes)-Valle de Trápaga
Se construirá dependiendo de la demanda y uso de las dos fases anteriores. Cuenta con 3 túneles (Murrieta, Gallarta y Zaballa) y 4 viaductos.

## Tramos
| Denominación | Tramo                                                  | Kilómetros | Año servicio |
| ------------ | ------------------------------------------------------ | ---------- | ------------ |
| E-70 AP-8    | Tramo (fase Ia): Santurce A-8 - Larrasquitu A-8 BI-631 | 17,8       | 2011         |
| E-70 AP-8    | Tramo (fase Ib): Peñascal - Venta Alta AP-68           | 3          | 2023         |

## Salidas AP-8 (Supersur)
| Elemento | Nombre de Salida                                   | Carretera que enlaza | Notas                        |
| -------- | -------------------------------------------------- | -------------------- | ---------------------------- |
|          | Santurce                                           |                      | -                            |
| 1        | Ortuella · Portugalete                             | N-634 BI-728         | -                            |
| 2        | Valle de Trápaga                                   | N-634 BI-728         | -                            |
|          | Peaje de Explanada de Ugarte                       |                      | -                            |
|          | Túnel de Argalario 1816m                           | -                    | -                            |
|          | Túnel de Mesperuza 590m                            | -                    | -                            |
|          | Túnel de Santa Águeda 1980m                        | -                    | -                            |
| 3        | Zorroza · Alonsótegui · Güeñes · Zalla · Valmaseda | BI-636               | -                            |
|          | Túnel de Arraiz 2263m                              | -                    | -                            |
|          | Peaje                                              |                      | -                            |
| 4        | Bilbao (por túnel de Larraskitu 894m)              |                      | -                            |
|          | Túnel de Arnotegi 1745m                            | -                    | -                            |
|          | Túnel de Seberetxe 510m                            | -                    | -                            |
| 5        | Vitoria · Burgos                                   |                      | Solo dirección San Sebastián |
|          | Túnel de Tximintxe 1165m                           | -                    | -                            |
|          | Túnel de San Antón 2760m                           | -                    | -                            |
|          | Túnel de Bekea 860m                                | -                    | -                            |
| 6        | Galdácano                                          | N-634 BI-30          | -                            |
|          | Túnel de Burtozamendi 1460m                        | -                    | -                            |
|          | Peaje de Amorebieta                                |                      | -                            |
|          | Amorebieta · San Sebastián                         |                      | -                            |

## Centro de control y túnel de Arraiz

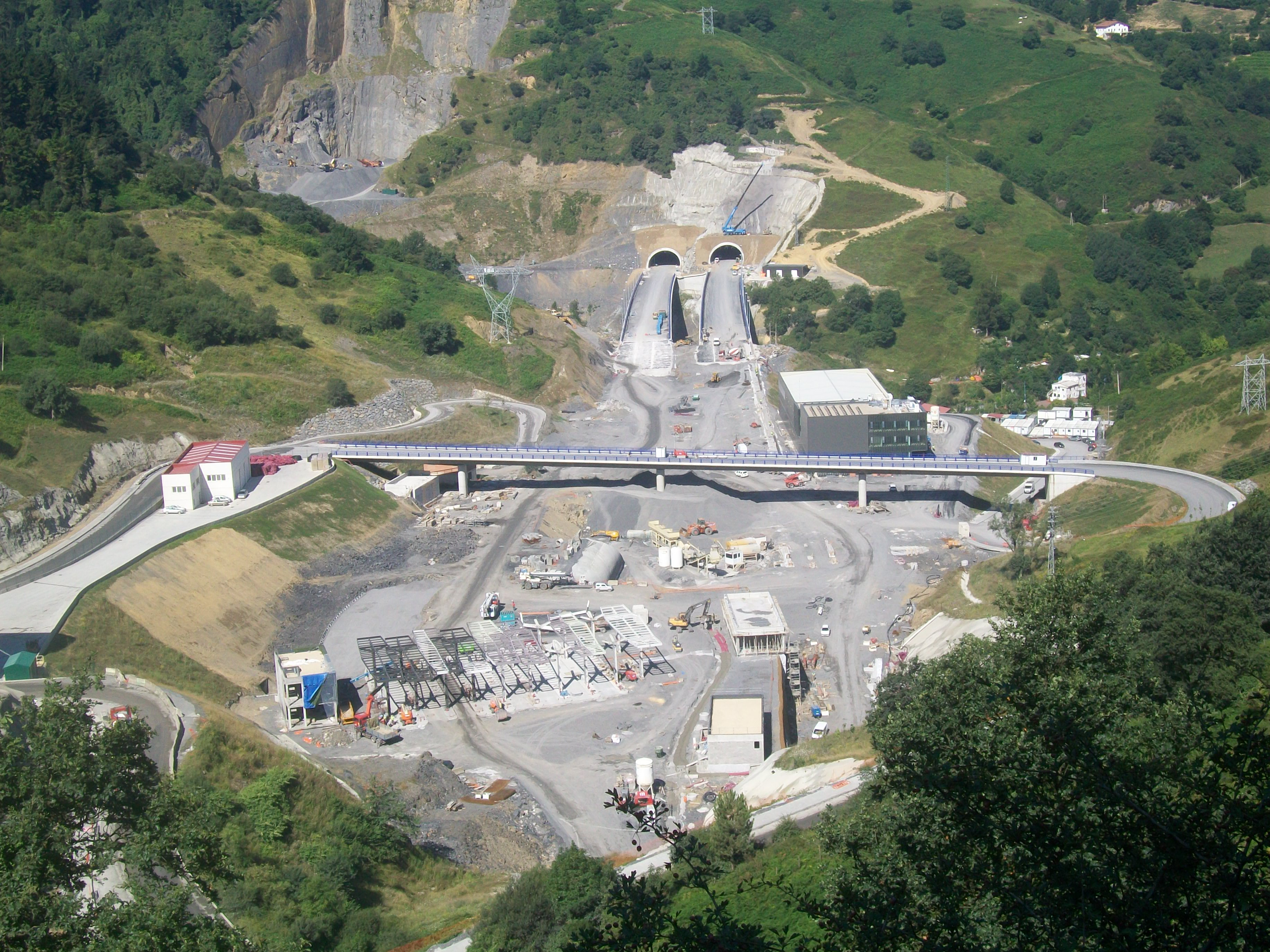
Obras del viaducto y peaje del Peñascal con el túnel de Arraiz al fondo a mediados del 2010.

En el viaducto del Peñascal se construyó un centro de control para vigilar la Supersur y la A-8 / E-70. Ahí es donde confluyen 3 túneles bitubo de dos direcciones (los dos que continúan la autopista a cada extremo del viaducto y el de la salida a la A-8 / E-70 hacia Bilbao) con su zona de peajes correspondiente. Además, uno de esos túneles que confluyen en el centro de control de tráfico (túnel de Arraiz) dispone de la caverna de carretera más grande de Europa al tener que pasar de tres a cuatro carriles dentro del propio túnel para dar acceso a la salida hacia el Valle del Cadagua.

## Críticas al proyecto

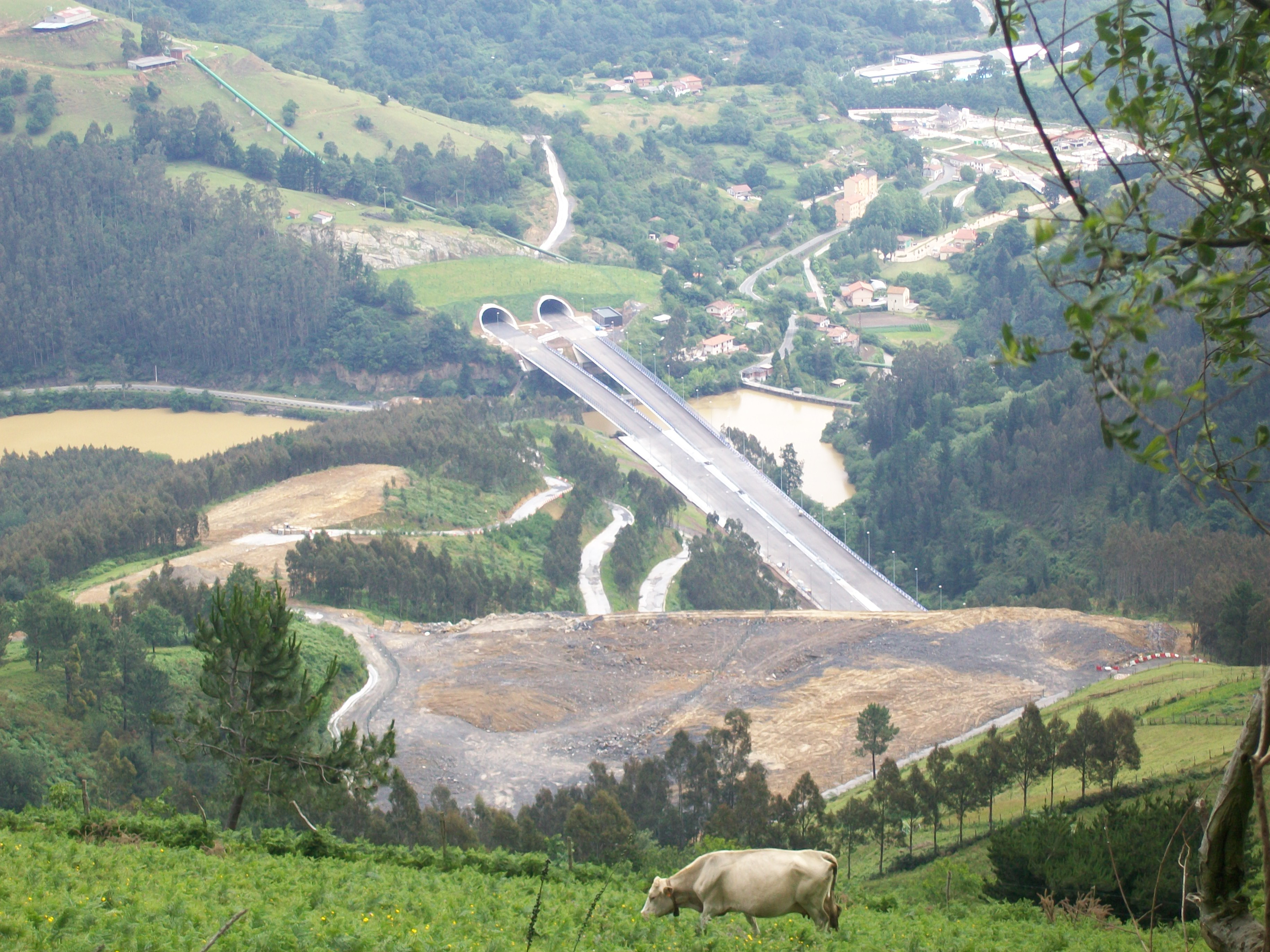
Obras del viaducto de Gorostiza con el túnel del Argalario al fondo a mediados del 2010.

Ha habido críticas a la construcción de esta infraestructura por parte de muchos organismos y asociaciones como son grupos ecologistas, partidos políticos, asociaciones a favor de la movilidad sostenible y del transporte público, economistas ambientales, etc.
Uno de los puntos negativos de la infraestructura es el alto coste, tanto de la propia autopista, que provocó pedir un gran crédito a la Diputación Foral de Vizcaya (encargada de ejecutar y financiar la obra); como del supuesto peaje previsto de la misma de 20 céntimos el kilómetro, aunque se preveían descuentos dependiendo de las características de cada usuario. Finalmente el peaje para turismos no llegó ni a 6 céntimos el kilómetro.
También ha habido críticas por la no idoneidad de construir dos autopistas con similares objetivos (desviar vehículos de las áreas metropolitanas) en pocos kilómetros, que son esta misma y la Autopista Dos Mares en el norte de Burgos.
Además ha habido críticas por la falta de coordinación entre la Diputación Foral de Vizcaya y el Ministerio de Fomento por no aprovechar parte de la construcción de esta infraestructura para realizar la Variante sur ferroviaria de mercancías de Bilbao ya que tienen un similar trazado.
Parte de estas discrepancias han provocado varios actos vandálicos que solo han causado daños materiales.